# Viktor Sokolov
Viktor Alekseyevich Sokolov (nascido em 24 abril de 1954) é um ex-ciclista soviético. Ele ganhou a medalha de prata na prova de perseguição por equipes (4 000 m) nos Jogos Olímpicos de Verão de 1976.